# Katrin Bauerfeind

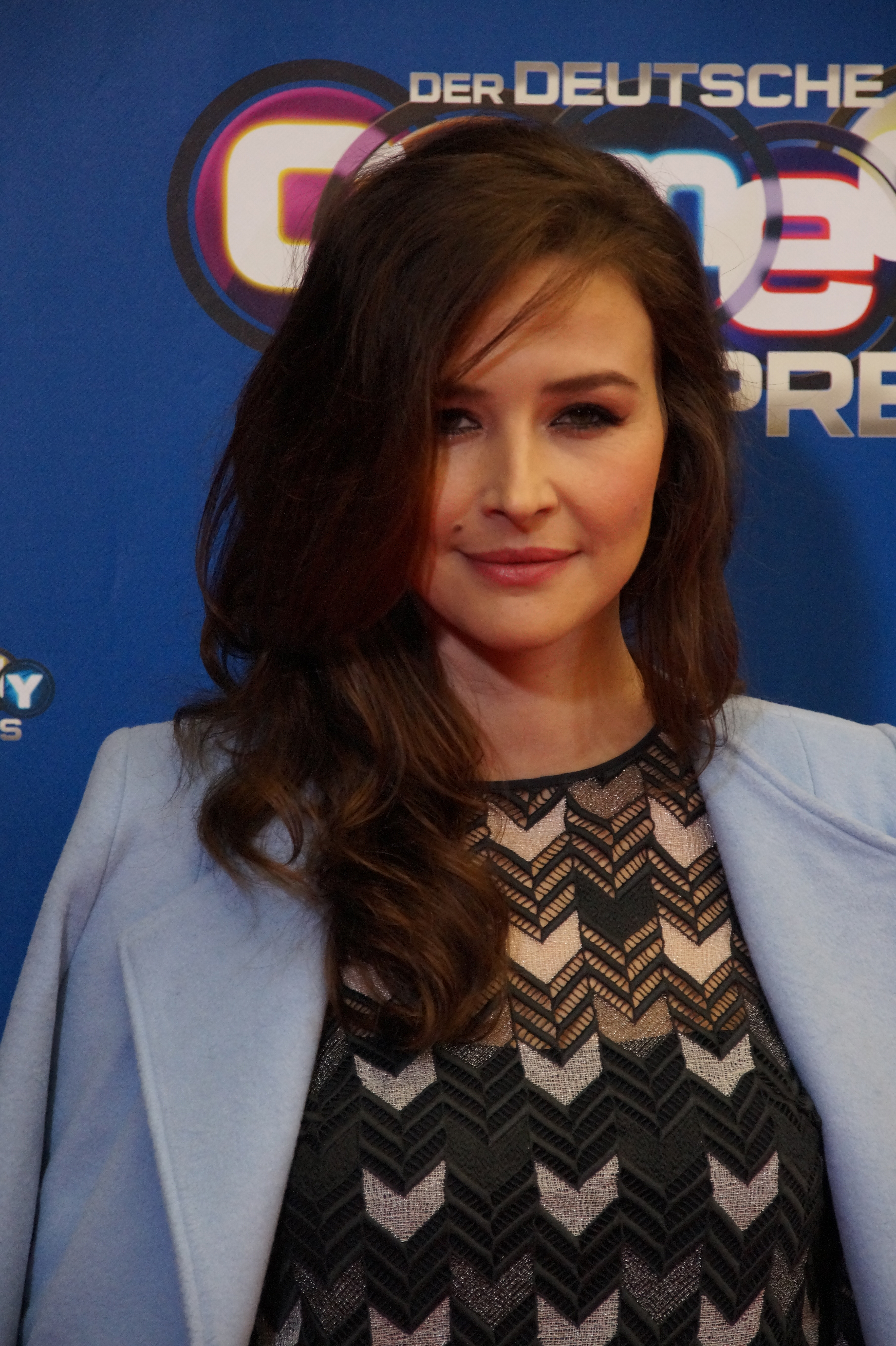
Katrin Bauerfeind beim Deutschen Comedypreis 2016

Katrin Sybille Bauerfeind (* 21. Juli 1982 in Aalen) ist eine deutsche Journalistin, Fernsehmoderatorin, Entertainerin, Buchautorin und Schauspielerin.

## Leben
Bauerfeind wuchs als Einzelkind in ihrer Geburtsstadt Aalen auf, wo sie im Jahre 2002 am Schubart-Gymnasium Aalen auch ihr Abitur machte. Sie studierte von Oktober 2003 bis Februar 2007 Technikjournalismus an der Hochschule Bonn-Rhein-Sieg in Sankt Augustin und schloss ihr Studium mit Diplom ab. Während ihres Studiums setzte sie sich bei einem Casting im Oktober 2005 für die tägliche Internet-TV-Sendung Ehrensenf gegen etwa 20 weitere Bewerberinnen durch. Von November 2005 bis Juni 2007 moderierte sie Ehrensenf, das 2006 mit dem LeadAward in der Kategorie WebFeature des Jahres, dem Grimme Online Award in der Kategorie Kultur und Unterhaltung und dem Publikumspreis ausgezeichnet wurde. Am 29. März 2007 erhielt sie in der Kategorie people den New Media Award. Während ihrer Zeit bei Ehrensenf war sie außerdem für den Hörfunksender 1 Live tätig.
Ihren ersten Fernsehauftritt hatte sie im Februar 2007, als sie für 3sat das Berlinale-Journal, den täglichen Festivalbericht, moderierte. Auftritte in den Sendungen TV total und Harald Schmidt Show folgten.
Im Juni 2007 moderierte sie für den rbb eine Ausgabe des Kulturmagazins Stilbruch. Am 25. August war sie „Ansagerin“ im Stil der 1960er Jahre des 3sat-Thementags Televisionen in Schwarz-Weiß. Vom 13. September 2007 bis zum 31. Januar 2008 vertrat sie Tita von Hardenberg als Moderatorin des Magazins Polylux im Ersten.
2008 war sie als Gast in der Fernsehserie „Kurt Krömer – Die internationale Show“ vom rbb zu sehen.
Im Februar 2008 betraute das ZDF sie mit der Moderation der festlichen Gala zur Eröffnung der 58. Internationalen Filmfestspiele Berlin sowie der abschließenden Preisverleihung. Auch bei den 59. Internationalen Filmfestspielen Berlin moderierte sie die Eröffnungs- und Abschlussveranstaltung.
Im März 2008 war sie in der Reihe 1-2-3 Moskau bei 3sat zu sehen. Die Sendung dokumentierte ein Wettrennen zwischen ihr und Sänger Henning Wehland auf dem Weg von Berlin nach Moskau. Im Februar und März 2009 folgte die Fortsetzung 1-2-3 Istanbul in vier Folgen, von Ljubljana bis Istanbul.
Im April 2008 moderierte sie eine Sondersendung Kulturzeit, die Sendung Baustelle Kulturzeit. Während der Fußball-Europameisterschaft 2008 moderierte sie im ZDF die Sendungen Schweiz von A bis Z und Österreich von A bis Z, in denen die beiden Austragungsländer der EM auf humorvolle Weise vorgestellt wurden. Am 2. Juni 2009 strahlte das ZDF anlässlich der Europawahl die Sendung EU von A–Z aus, in der die Moderatorin die Europäische Union präsentierte. Am 28. November 2010 folgte auf 3sat die Sendung Deutschland von A–Z, die für einen Grimme-Preis in der Kategorie Unterhaltung nominiert war.
Am 3. Oktober 2008 moderierte sie den Thementag ausgeSCHLAFEN bei 3sat. Die Moderation war gleichzeitig ein Experiment, das zeigen sollte, wie sich Schlafmangel auf den Körper auswirkt. Zu Beginn der Aufzeichnung war Katrin Bauerfeind 24 Stunden wach und moderierte weitere 24 Stunden, die live im Internet gezeigt wurden.
2009 bis 2013 moderierte sie das nach ihr benannte Popkulturmagazin Bauerfeind auf 3sat.
2009 bis 2011 war sie Teil des Teams von Harald Schmidt in dessen gleichnamiger Late-Night-Show.

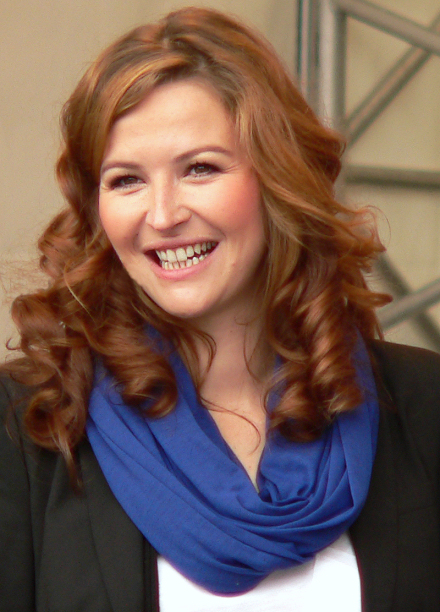
Katrin Bauerfeind auf der IdeenExpo (2011)

Im Mai 2011 sorgte sie mit ihrer Moderation bei der Verleihung des 7. Henri-Nannen-Preises im Deutschen Schauspielhaus Hamburg für Schlagzeilen: Durch ihre Frage auf der Bühne an den Gewinner in der Kategorie Reportage, René Pfister, wurde diesem der Preis nachträglich aberkannt.
In der Sendung 3 nach 9 vom 14. Mai 2010 wirkte sie als Co-Moderatorin mit. Von März 2008 bis Dezember 2011 moderierte sie auf Radio Eins beim Rundfunk Berlin-Brandenburg im Wechsel mit Anja Goerz die Sendung Eine Stunde Zeit für die Wochenzeitung Die Zeit. 2011 bis 2013 zeigte ZDFkultur die 14-tägliche Sendung Bauerfeind 28:30, mit einer Langversion der Interviews, die sie für ihr Magazin Bauerfeind führt. 28:30 steht für die Länge der Interviews und damit der Sendung. Am 26. August 2013 moderierte sie mit Ingo Zamperoni die Politshow Überzeugt uns! Der Politiker-Check im Ersten. Von April 2014 bis Dezember 2016 war sie Protagonistin der bei 3sat ausgestrahlten Sendung Bauerfeind assistiert.... Im August 2014 moderierte sie mit Jan Böhmermann, Palina Rojinski und Jan Köppen die nach drei Probesendungen abgesetzte Comedy-Sendung Was wäre wenn? bei RTL.
Am 21. Januar 2016 erschien ihr zweites Buch Hinten sind Rezepte drin: Geschichten, die Männern nie passieren würden.
Seit März 2018 ist Bauerfeind Gastgeberin des Podcasts Frau Bauerfeind hat Fragen. Seit Februar 2019 moderiert sie die Talkshow Bauerfeind – Die Show zur Frau, die bei MDR und One ausgestrahlt wird. Am 23. September 2019 veröffentlichte der Streaminganbieter Joyn die erste Staffel der mit Bauerfeind in der Hauptrolle besetzten Comedy-Fernsehserie Frau Jordan stellt gleich. Am 7. Oktober 2019 war sie in der TV-Sendung Late Night Berlin zu Gast und gewann in einem Spiel einen gekauften Doktorgrad.
2020 und 2021 war sie mehrfach zu Gast in der Sendung Joko & Klaas gegen ProSieben.
Des Weiteren moderiert sie das Finale der seit Januar 2021 ausgestrahlten ProSieben-Sendung Wer stiehlt mir die Show?
Seit dem 28. April 2022 erscheint auf allen gängigen Plattformen wöchentlich der Podcast Bauerfeind + Kuttner, ein Talk-Format mit Sarah Kuttner.

## Privates
Katrin Bauerfeind spielt in ihrer Freizeit Saxophon und engagierte sich nach eigenen Angaben in ihrer Jugend bei der Jugendfeuerwehr.

## Filmografie
- 2010: Liebe und andere Delikatessen
- 2012: Halbe Hundert
- 2013: König von Deutschland
- 2014: Zorn – Tod und Regen (Fernsehreihe)
- 2014: Nachtschicht – Wir sind alle keine Engel (Fernsehreihe)
- 2016: Der Zürich-Krimi: Borcherts Fall (Fernsehreihe)
- 2016: Die unwahrscheinlichen Ereignisse im Leben von …
- 2017: You Are Wanted (Fernsehserie)
- 2019: Spuren des Bösen: Sehnsucht (Fernsehreihe)
- 2021: Spuren des Bösen: Schuld
- 2019–2021: Frau Jordan stellt gleich (Fernsehserie, 30 Folgen)
- 2023: German Genius (Fernsehserie)
- 2024: Kroymann (Satiresendung, Folge Ist die noch gut?)

## Hörspiele
- 2020: Die Yogalehrerin von Olli Schulz und Jan Böhmermann als Antje Wehlers

## Werke

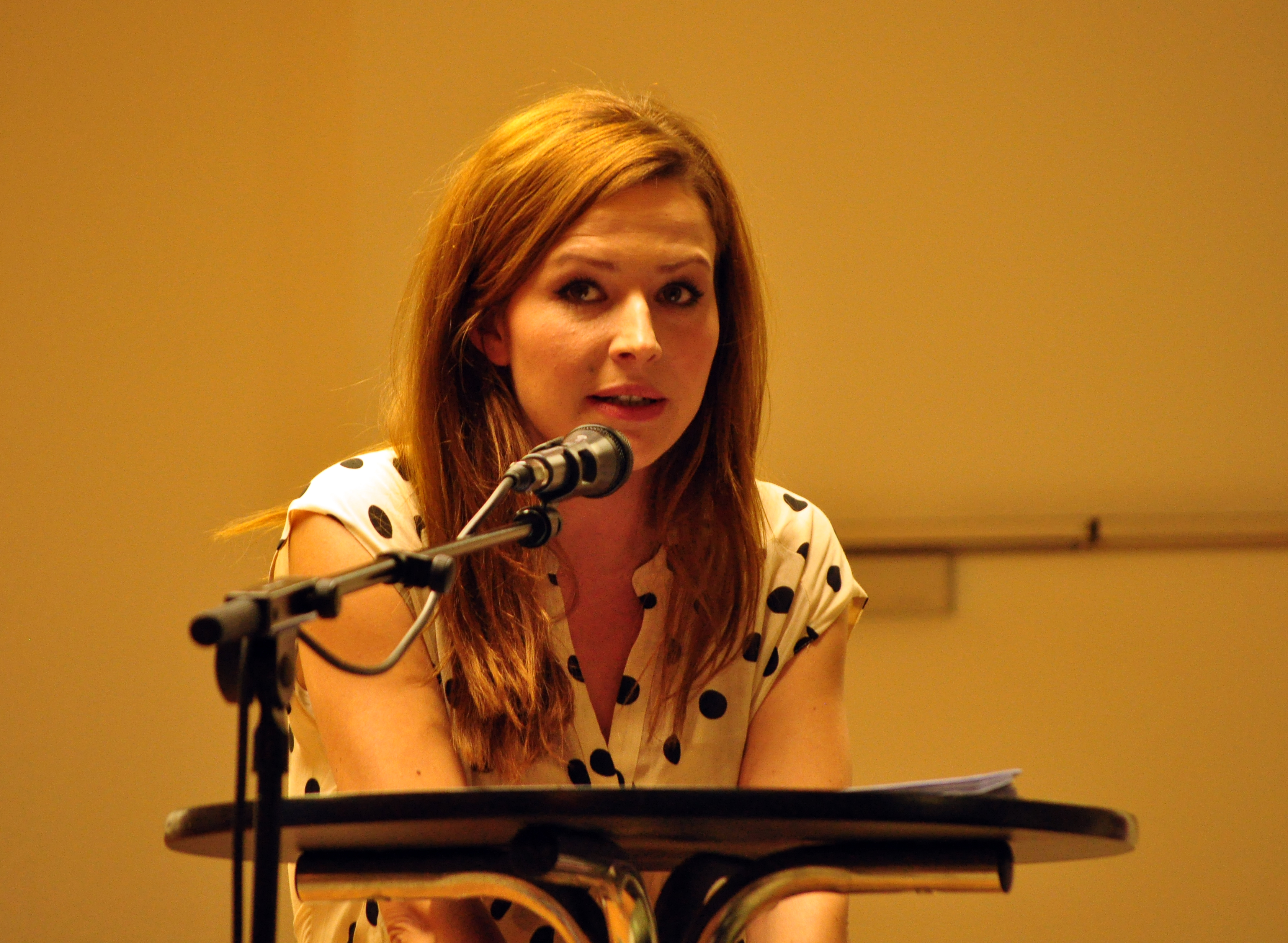
Katrin Bauerfeind bei einer Buchlesung in der Zentralbibliothek Magdeburg (2014)

- Mir fehlt ein Tag zwischen Sonntag und Montag: Geschichten vom schönen Scheitern. Fischer Taschenbuch, Frankfurt am Main 2014, ISBN 978-3-596-19891-7.
- Hinten sind Rezepte drin: Geschichten, die Männern nie passieren würden. Fischer Taschenbuch, Frankfurt am Main 2016, ISBN 978-3-596-03396-6.
- Alles kann, Liebe muss: Geschichten aus der Herzregion. S. Fischer, Frankfurt am Main 2018, ISBN 978-3-10-397340-2.